# Burg Čachtice

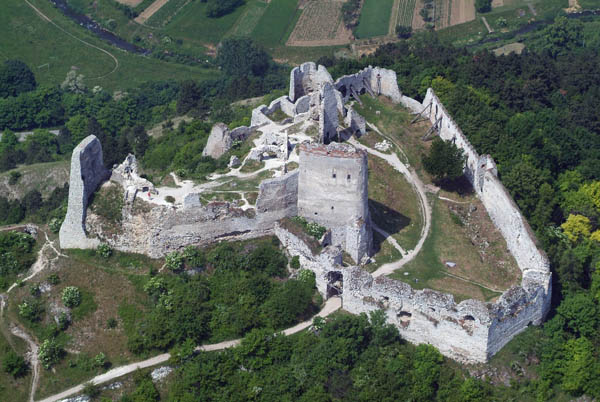
Burg Čachtice

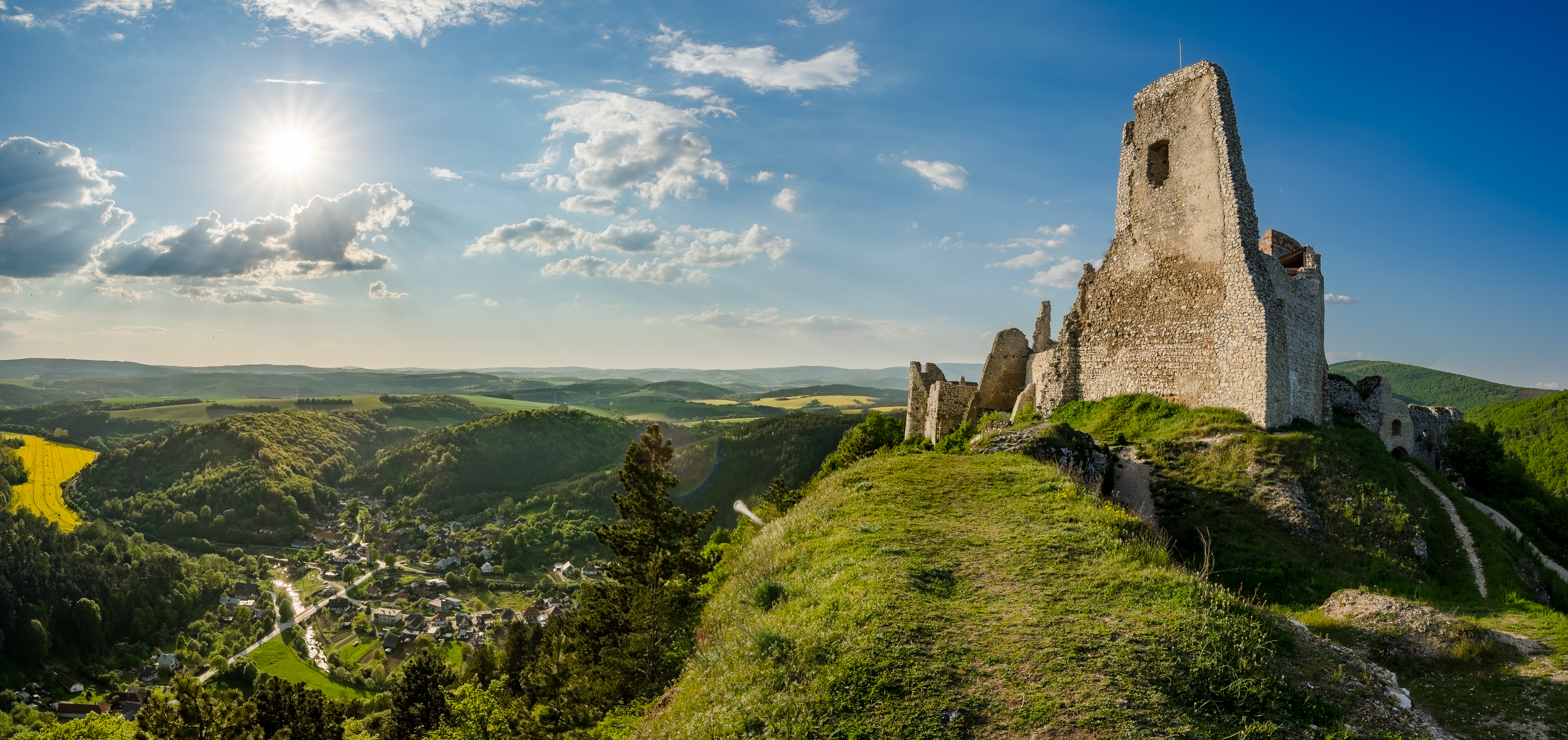
Ruinen der Burg

Die Burg Čachtice (deutsch auch Burg Schächtitz, slowakisch Čachtický hrad, ungarisch Csejte vára) liegt am Rand der slowakischen kleinen Karpaten in der Nähe der gleichnamigen Ortschaft, acht Kilometer von der Stadt Nové Mesto nad Váhom entfernt.

## Geschichte
Erbaut in der ersten Hälfte des 13. Jahrhunderts als eine der ersten Sicherungsanlagen an der ungarischen Nordwestgrenze, stand die Burg zunächst unter königlicher Verwaltung. Ab dem 14. Jahrhundert wechselten sich mehrere Adelsgeschlechter als Besitzer ab. Als der bekannteste unter ihnen ist der Adlige Ctibor I. von Stiborice und Beckov zu nennen, der 1392 Burg und Herrschaft erhielt. 1569 kam die Burg an das Geschlecht Nádasdy, in dessen Besitz sie bis 1670 blieb. Sie war jedoch nach 1614 unbewohnt und diente nur noch als Festung. Ab 1708, nach Eroberung durch antihabsburgische Aufständische unter der Führung von Franz II. Rákóczi, verfiel die Anlage. Damals wurde sie zeitweilig als Gefängnis genutzt. Die Ruine der ursprünglich mächtigen dreiteiligen Burg liegt in einem Naturschutzpark mit seltener Steppenflora.
Elisabeth Báthory war von etwa 1585 bis 1610 Herrin der Burg. Als Serienmörderin und angebliche Hexe 1611 verurteilt, wurde sie angeblich in einem der Turmzimmer eingemauert. 1614 starb sie in ihrem Verlies.

## Referenz in Literatur
- Die Burg spielt im Roman Sterblich von Melanie Vogltanz, der unter anderem auch vom Leben und Sterben von Elisabeth Báthory handelt, eine wichtige Rolle.[1]